# Porno-Lasse
Porno-Lasse (Lasse Helmer Sørensen, født 1. november 1969) er en dansk pornomodel, performance-kunstner, skuespiller, realitystjerne og foredragsholder.

## Historie
Lasse er født i Vancouver, Canada af danske forældre 1. november 1969.
Som toårig flyttede Lasse til Fredensborg og siden Espergærde, hvor han voksede op med sin mor. I teenageårene og de tidlige 20’ere boede Lasse skiftevis hjemme og i forskellige kollektiver i blandt andet Ringsted og på Vesterbro.
Han nåede også at gå på Det Frie Gymnasium. Her lærte han folk at kende fra bz-miljøet og ’Sorte Klat’.
Lasse gjorde sit indtog i pornobranchen i 1993, men blev først landskendt som 'Porno-Lasse’ med DR-dokumentaren Porno Lasse – så længe jeg synes, det er sjovt i 1997.
Lasse har siden spillet med i pornofilm som Lasse Erobreren, Brunst og Rideskolen 1, 2 og 3 og har ifølge ham selv været i seng med over 500 kvinder og mænd.
Siden da har Lasse boet i Norge og været hjemløs, og i 2016 meddelte han, at han ville stille op til Folketinget.
I øjeblikket bor han i Svend Aage Laumanns gamle kongelejlighed i Kolding og er igen i gang med pornofilmene.

## Karriere
Han blev landskendt via DR's B&U-program Porno Lasse – så længe jeg synes det er sjovt (1997), som blev den mest sete portrætudsendelse produceret af DR.
Udover sine mange pornoscener med kvinder har han indspillet bøsse-filmen Temptations.

### Comeback
I januar 2008 deltog han i to nye indspilninger efter otte års pause. Den første scene var med (og for) Denice Klarskov, mens den anden var med Maria Dea.
I 2009 medvirkede han i Performancen "Media Watch" paa Horsens Kunstgalleri, hvor han under instruktion af kunstneren Christian Tangø spillede Hunter S. Thomson. Omtalt i Christian Tangøs bog "Media Watch".

## Udvalgt filmografi
- Girls Inc. (1999)
- Lustgården (2000)
- Lasse erobreren! (2001)
- Ridskolan (2001)
- Lolitans sommarlov (2001)
- Hej Finland! (2002)
- Iskallt begär (2002)
- Ridskolan 2: Sexskolan (2003)
- Vikingalegenden (2004)
- Ridskolan 3: Skidskolan (2005)